# Costa de Ambar
Pour les articles homonymes, voir Côte d'Ambre (homonymie).
La Costa de Ambar (soit « Côte d'Ambre » en français, également connue sous le nom de Costambar) est une région côtière au nord de l'île d'Hispaniola, à l'ouest de Puerto Plata. Dans cette zone, il existe un certain nombre de petites mines à puits, d'où est extrait l'« ambre dominicain ».

## Description
La Costa de Ambar longe le littoral atlantique de la République dominicaine, au nord de celle-ci. L'ambre dominicain de la Costa de Ambar, particulièrement l'ambre bleu, se trouve dans des conglomérats de l'Oligocène et du Miocène, emportés avec des fragments de grès âgés de 40 millions d'années et d'autres sédiments plus récents déposés dans un environnement de delta existant il y a environ 25 millions d'années,,, dans une formation sédimentaire constituée d'une alternance de sables, d'argiles sableuses, de lignite intercalaire et de lits solvatés de gravier et de calcarénite,,.
La résine de l'ambre provient d'arbres de la famille des Fabaceae, appartenant à l'espèce disparue Hymenaea protera, témoin de l'existence d'une forêt tropicale disparue.